# PASARS-16
PASARS-16 (серб . ПАСАРС-16) — сербский зенитный ракетно-пушечный комплекс, предназначенный для защиты пехотных, бронетанковых механизированных и артиллерийско-ракетных подразделений от низколетящих самолётов, крылатых ракет, беспилотных летательных аппаратов и других снарядов.
Создан на базе шестиколёсного вездеходного военного шасси общего назначения FAP 2026BS/AV. Бронированная поворотная башня, установленная в задней части машины, вооружена одноствольной зенитной пушкой Bofors калибра 40 мм и одной или несколькими ракетами класса «земля-воздух», связанными с модернизированным радаром M85 Žirafa.

## Разработка
ПАСАРС-16 разработан Военно-техническим институтом в Белграде. Серийное производство началось в 2019 году, бронированная башня изготавливается компанией Zastava TERVO, гидравлика и интеграция вооружения выполнялись компаниями FAP и PPT Namenska, а окончательная сборка осуществлялась компанией Srboauto.

## Зенитная пушка
Основным вооружением PASARS-16 является 40-мм зенитная автоматическая пушка Bofors L/70. Разработанная ещё в 1930-х годах шведским концерном Bofors, в 1970-х годах сербская оружейная компания Zastava Arms приобрела лицензию у Bofors на производство L/70. Боеприпасы для автопушки производит сербская компания «Слобода». Сообщается, что в 2020 году для PASARS-16 был разработан новый программируемый боеприпас воздушного подрыва, содержащий 1100 вольфрамовых шариков. Также были замечены лазерный дальномер и система дневного/ночного видения.
| Длина                           | 6,3 м                 |
| Длина ствола                    | 2,8 м                 |
| Ширина                          | 2,3 м                 |
| Высота                          | 2,4 м                 |
| Снаряд                          | 40×365 ммR            |
| Стандартный вес снаряда         | 900 г                 |
| Калибр                          | 40 мм                 |
| Стволы                          | 1                     |
| Угол наводки                    | −4°/+90°              |
| Скорострельность                | 240-330 выстрелов/мин |
| Начальная скорость пули         | 1.021 м/с             |
| Максимальная дальность стрельбы | 12.500 м              |

## Ракеты

### Мистраль
Всего в 2021 году Вооружённые силы Сербии закупили 18 комплектов с 50 французскими ПЗРК Mistral 3, которые планируется интегрировать в PASARS-16.   

### RLN-1C и RLN-1C/170
PASARS-16 может использовать ракеты RLN-1C — модифицированные ракеты класса «воздух-воздух» малой дальности К-13 «Вымпел» (Р-13М) с инфракрасной головкой самонаведения.  Военно-техническим институтом были внесены изменения в конструкцию двигательной установки ракеты с целью эффективного запуска ракеты с земли, а также внедрена более мощная боевая часть с современным неконтактным взрывателем и модернизированной инфракрасной системой самонаведения, которая направляет ракету на цель.
| Длина          | (Р-13М) 2,83 м                                                            |
| Размах крыльев | (Р-13М) 0,53 м                                                            |
| Диаметр        | (Р-13М) 0,127 м                                                           |
| Вес            | (Р-13М) 75 кг                                                             |
| Скорость       | (Р-13М) 2,5 Маха                                                          |
| Дальность      | (РЛН-1С) (РЛН-1С/170) 12 км макс.                                         |
| Наведение      | (Р-13М, РЛН-1С, РЛН-1С/170) Инфракрасное самонаведение                    |
| Боеголовка     | (Р-13М) СБ03 11,3 кг (осколочная)                                         |
| Взрывчатка     | (Р-13М) 5,3 кг ТГАФ-5 (40% тротила, 40% гексогена, 20% алюминиевой пудры) |
| Взрыватель     | (Р-13М) Неконтактный взрыватель Тип 428                                   |

Также комплекс был замечен с ракетами 9К32, 9К38 и 9М37М

## На вооружении
- Сербия: 5 батарей на вооружении сербской армии.